# Mia Boissevain
Maria (Mia) Boissevain (Amsterdam, 8 april 1878 – Londen, 8 maart 1959), was malacologe en actief in de strijd voor vrouwenkiesrecht. Ze was een dochter van reder Jan Boissevain (1836-1904) en Petronella Gerharda Johanna Brugmans (1838-1905). Maria Boissevain was ongehuwd.

## Biografie

### Jeugd
Maria werd geboren als negende en jongste kind in het gezin Boissevain. Haar moeder was de dochter van jurist Anthony Brugmans en haar vader kwam uit het rijke Amsterdamse hugenotengeslacht Boissevain. De welgestelde familie woonde aan de Kloveniersburgwal.

### Dierkunde
In 1889 bezocht Mia Boissevain de Middelbare meisjesschool aan de Herengracht. Door het bijwonen van een college botanie van hoogleraar Hugo de Vries werd haar interesse voor de biologie gewekt. Vanaf 1896 volgde zij een studie in de natuurwetenschappen aan de Universiteit van Amsterdam. Daarbij kreeg ze les van hoogleraar Max Weber.
In Zürich promoveerde zij op 25-jarige leeftijd op de tandschelpensoort Dentalium entalis L. (olifantstandje) Vervolgens werkte Boissevain als conservator in het museum van Artis. In deze periode publiceerde zij een artikel over diverse olifantstandjes uit de wateren van het toenmalige Nederlands-Indië. Een van deze schelpen zou naar haar worden genoemd. Tot 1915 zou zij onderzoek blijven doen binnen de plant- en dierkunde. Vier weekdierentaxa werden daarna vernoemd naar Maria Boissevain. Drie op soortniveau: Cadulus boissevaini, Antalis boissevainae, Fustiaria Mariae en eentje op geslachtsniveau Boissevainia.

### Vrouwenbeweging
Tijdens haar studie in Zürich raakte Mia Boissevain in contact met andere buitenlandse studentes die zich interesseerden voor de vrouwenkwestie. Ze zocht daardoor terug in Nederland contact met Aletta Jacobs. Deze betrok haar in 1908 bij de voorbereidingen door de Nederlandsche Vereeniging voor Vrouwenkiesrecht (VvVK) voor het derde Internationale Congres voor Vrouwenkiesrecht. Hierdoor kwam zij in contact met Wilhelmina Drucker en Johanna Naber. Met Rosa Manus richtte Boissevain de Propagandacommissie van de VvVK op. Ze zou tot 1912 voorzitster van deze commissie blijven. In 1910 trok Boissevain in bij haar weduwnaar geworden broer om te helpen met de opvoeding van zijn twee zoons. Enkele jaren later betrok Mia het huis Jagtlust in Bilthoven. Dit huis was sinds 1892 eigendom van de familie, die het als zomerhuis gebruikte.

### Tentoonstelling De Vrouw 1813-1913

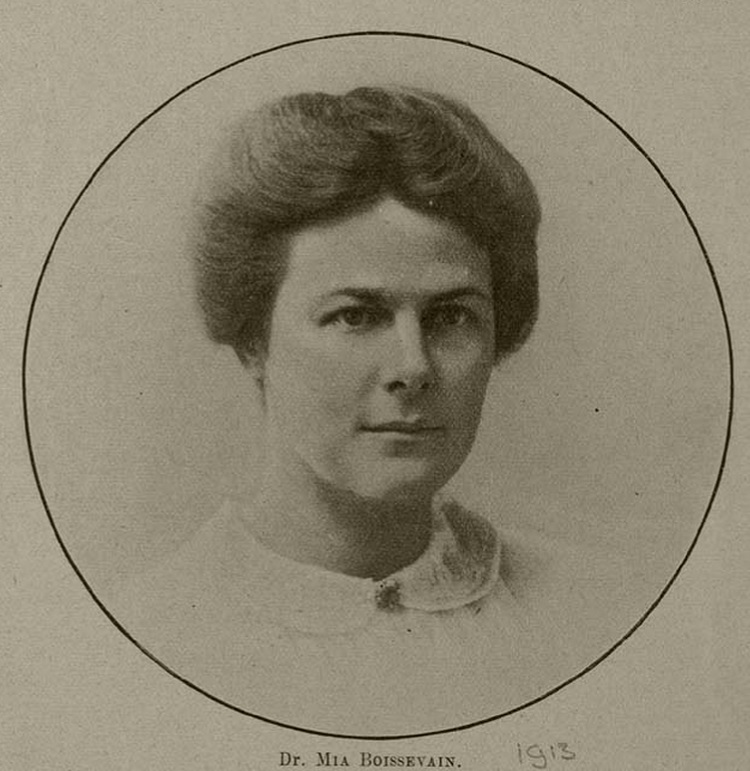
Mia Boissevain in 1913

In 1911 bezocht ze met Aletta Jacobs en Rosa Manus het Internationale Congres van de Wereldbond voor Vrouwenkiesrecht in Stockholm. Een jaar later kwamen Boissevain en Manus met het plan om een tentoonstelling over de veranderde positie van de vrouw tussen 1813 en 1913 te organiseren. Dit gebeurde in het kader van de viering van honderd jaar onafhankelijkheid na de Franse overheersing. In 1913 hield ze bij de tentoonstelling De Vrouw 1813-1913 op landgoed Meerhuizen aan de Amsteldijk de openingstoespraak als presidente van het Dagelijks Bestuur van de Tentoonstelling.
Van mei tot oktober 1913 werd op het tentoonstellingsterrein en in de grote zalen de vooruitgang van de Nederlandse vrouw zichtbaar gemaakt voor een breed publiek.
Ook daarna bleef Boissevain actief in diverse comités die hulp boden aan gezinnen van gemobiliseerden en aan gevluchte Vlamingen. In 1915 was ze medeorganisator van het Internationaal Congres van Vrouwen dat in Den Haag plaatsvond.

### Na 1915
Na 1915 verhuisde Boissevain naar Groot-Brittannië en adopteerde twee Engelse meisjes. Ze woonde tot 1923 in de Bilthovense villa Jagtlust en in 1925 in Zandvoort. Met de kinderen woonde ze van ongeveer 1925 tot 1928 in Zwitserland en daarna weer enige jaren in Nederland. 
In 1925 werd in Zandvoort een tentoonstelling gehouden over schelpen en andere dieren die zij op het strand had gevonden. De tentoonstelling vond plaats in Mulura in Zandvoort, een lunchroom annex museum. Vanaf eind jaren 1930 woonde Mia Boissevain in Londen, waar zij op tachtigjarige leeftijd overleed. Ze werd begraven in Driehuis.
In 1967 werd haar autobiografische geschrift Een Amsterdamsche familie uit 1915 uitgegeven.

### Varia
De kennisquiz 2 voor 12 publiceerde 19 april 2024 een korte animatie over haar leven.

## Secundaire literatuur
- (anoniem) - Karakterschets. Mejuffrouw Dr. Mia Boissevain. 1912, De Hollandsche Revue 17 : 663-670
- Baëza, A.V. - Dr. Mia Boissevain. 1913, Eigen Haard 39: 480
- Brondgeest, T. - Interviews met merkwaardige personen van onzen tijd; Dr. Mia Boissevain over de tentoonstelling De Vrouw 1813-1913. Amsterdam: Uitgevers-maatschappij v.h. C. Harms Tiepen, I-XV (pag.49-63) (1913)
- Jaeckel, S.H. - Nachtrag zu den Scaphopoden der Valdivia-Expedition. Wissenschaftliche Ergebnisse der Deutsche Tiefsee-Expedition 1898-1899 auf dem Dampfer Valdivia 21 : 301-315 (1932)
- Moolenbeek, R.G. & A.N. van der Bijl - De malacologen bij Natura Artis Magistra en het Zoölogisch Museum Amsterdam 1838-1964 in: M. Coomans-Eustasia, R.Moolenbeek, W. Los & P. Prins (Eds). (1994)
- De horen en zijn echo. Verzameling essays opgedragen aan Dr. Henny E. Coomans ter gelegenheid van zijn afscheid van de Universiteit van Amsterdam op 9 september 1994 Amsterdam: Stichting Libri Antilliani. pag 30-40.
- Nienhuys, K. - Dr. Mia Boissevain (1878-1959), Boissevain Bulletin 17 : 9-15 (2006)
- Nienhuys, K. - Dr. Mia Boissevain (1878-1959), Deel 2. Boissevain Bulletin 18 : 1-4 (2008)
- Palmer, C.P. - Rectification of nomenclature in the molluscan class Scaphopoda. The Veliger 17 : 124-125 (1974)
- Rupp, L.J. & V. Taylor - Forging feminist identity in an international movement: a collective identity approach to twentieth-century feminism. Journal of Women in Culture and Society 24 : 363-386 (1999)
- Scarabino, V. - Scaphopoda of thetropical Pacific and Indian Oceans, with description of 3 new genera and 42 newspecies. In: P. Bouchet (Ed.),  Résultats des Campagnes Musorstom 14. Mémoires du Muséum national d'Histoire naturelle 167 :189-379 (1995)
- Scarabino, V. - New species and newrecords of scaphopods from New Caledonia. In: V. Héros, R. Cowie & P. Bouchet (Eds.),Tropical Deep-Sea Benthos 25. Mémoires du Muséum national d'Histoire naturelle 196 :215-268. (2008)
- Scarabino, V. & F. Scarabino - A new genus and thirteen new species of Scaphopoda (Mollusca) from the tropical Pacific Ocean. Zoosystema 33 : 409-423 (2010)
- Steiner, G. & A.R. Kabat - Catalogue of species-group names of Recent and fossil Scaphopoda (Mollusca). Zoosystema 26 : 549- (2004)
- Van Benthem Jutting, W.S.S. - A brief history of the conchological collections at the Zoological Museum of Amsterdam with somereflections on 18th century shell cabinets andtheir proprietors, on the occasion of thecentenary of the Royal Zoological Society "Natura Artis Magistra". Bijdragen tot de Dierkunde 27 : 167-246 (1939)
- Walrave Boissevain - Mijn leven (Bussum 1950) 125, 178, 189.
- Van Benthem Jutting, W.S.S. - In memoriam Dr. Mia Boissevain 1878-1959. Correspondentieblad van de Nederlandse Malacologische Vereniging 82 : 809 (1959)
- M. Bosch en A. Kloosterman red. - Lieve dr. Jacobs. Brieven uit de Wereldbond voor Vrouwenkiesrecht, 1902-1942 (Amsterdam 1985) 35, 81, 171, 222, 224.
- M. Bosch - Het geslacht van de wetenschap. Vrouwen en hoger onderwijs in Nederland 1878-1948 (Amsterdam 1994) 243-244, 426 (proefschrift)
- Van Gemert, L.J. - Mia Boissevain (1878-1959): brieven en briefkaarten aan professor Max Weber en zijn vrouw Anna Weber-van Bosse (Mia Boissevain (1878-1959) De Kreukel 47 : 3-34 (2011)
- Weber-Van Bosse, A. - Een jaar aan boord H.M. Siboga. Amsterdam, Antwerpen: Atlas. pag. 236 (herdruk van de tweede druk uit 1904; introductie door Jaap de Visser, pag. 15-18); 2000 (1904).

- Biografisch Portaal: 07387899
- Gemeinsame Normdatei: 1078083924
- International Standard Name Identifier: 0000 0003 9833 1686
- Nederlandse Thesaurus van Auteursnamen: 297132784
- Système universitaire de documentation: 189334371
- Virtual International Authority File: 241505290
- WorldCat: E39PBJkdq3gHfBKG7Q4pw8Qg8C